# Лео Вітошинський
Ле́о Вітоши́нський (Левко́ Ю́рійович Вітоши́нський; 23 червня 1941, Відень — 1 жовтня 2008) — австрійський та український музикант, гітарист, педагог, 1998 — почесний професор Музичної Академії у Львові, 2001 — заслужений артист України.

## Життєпис
Народився в родині українських емігрантів у м. Відень.
Здобув освіту юриста, закінчив з відзнакою Віденську музичну академію, педагог — Луїзе Валькер, додатково брав уроки у Андреса Сеговії та Нарсісо Йєпеса.
З 1964 року — професор гітари в Університеті музики у Граці, в 1980—1988 роках займав посаду заступника директора.
1968 року перемагає на Першому міжнародному конкурсі для гітаристів у Алессандрії (Італія).
Концертував як соліст та камерний виконавець, виступав у країнах Європи та Азії, Південній Америці та США.
Входив до складу журі міжнародних конкурсів: конкурси у Женеві, Маркнойкірхені, Алессандрії, Кутній Горі.
1992 року нагороджений Великим орденом «За заслуги» Республіки Австрія.
З 1990-х років активно виступав в Україні, давав майстер-класи, виступав, зокрема, з Остапом Шутком.
2003 року у Відні видана його книжка «Cantabile e ritmico. Мистецтво гри на гітарі» видавництвом Doblinger.

## Світлини

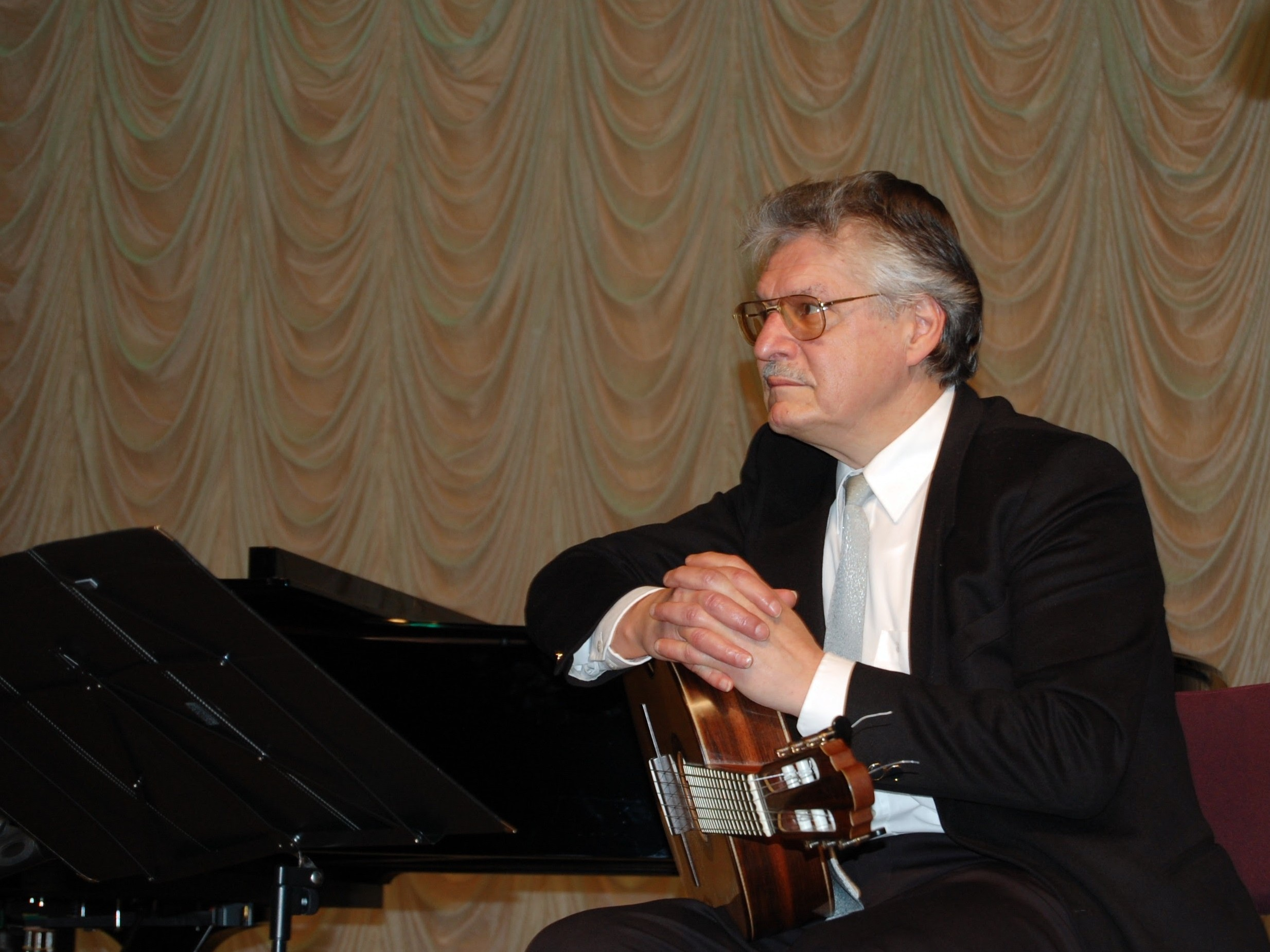
Концерт у Сєвєродонецьку,2007
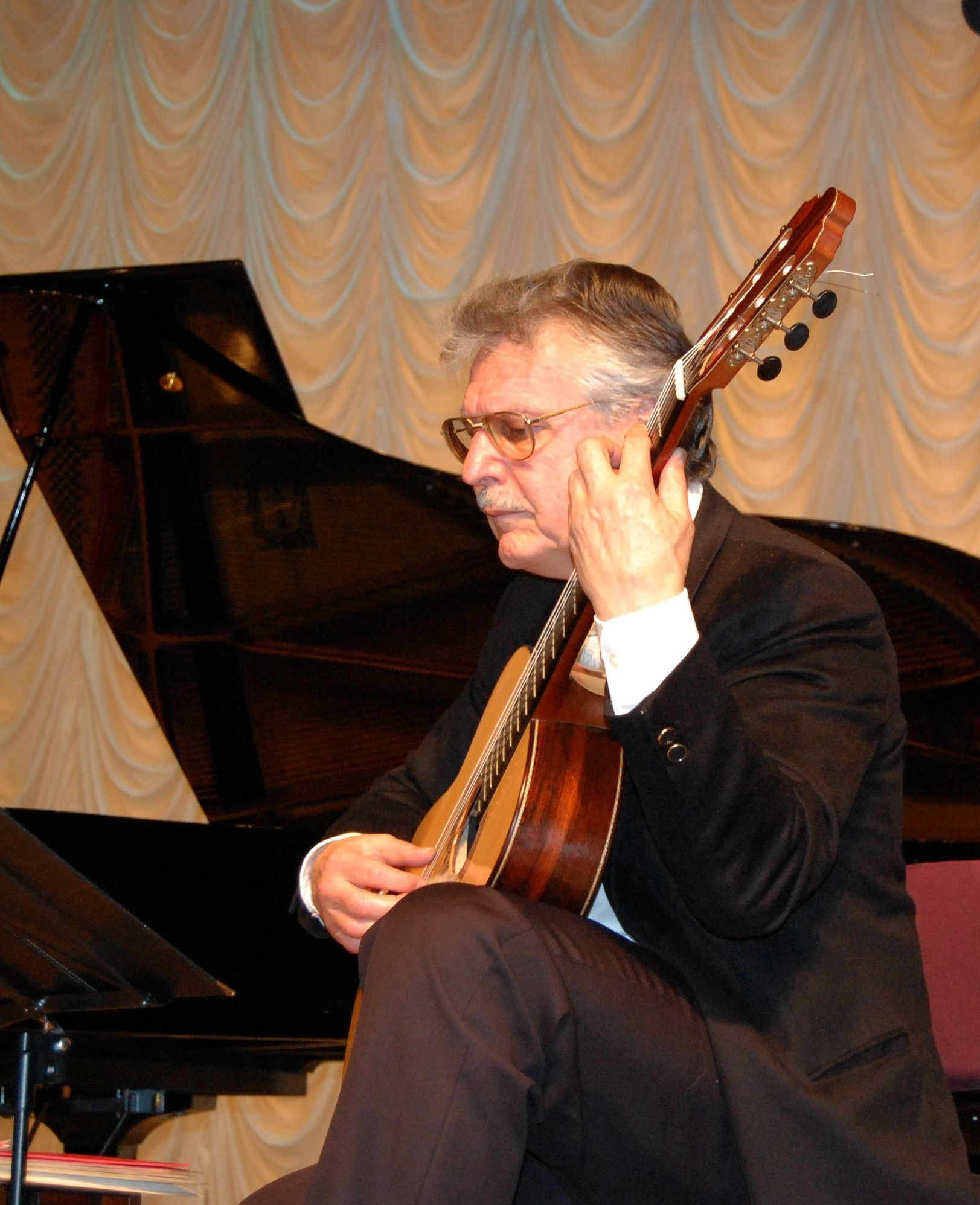
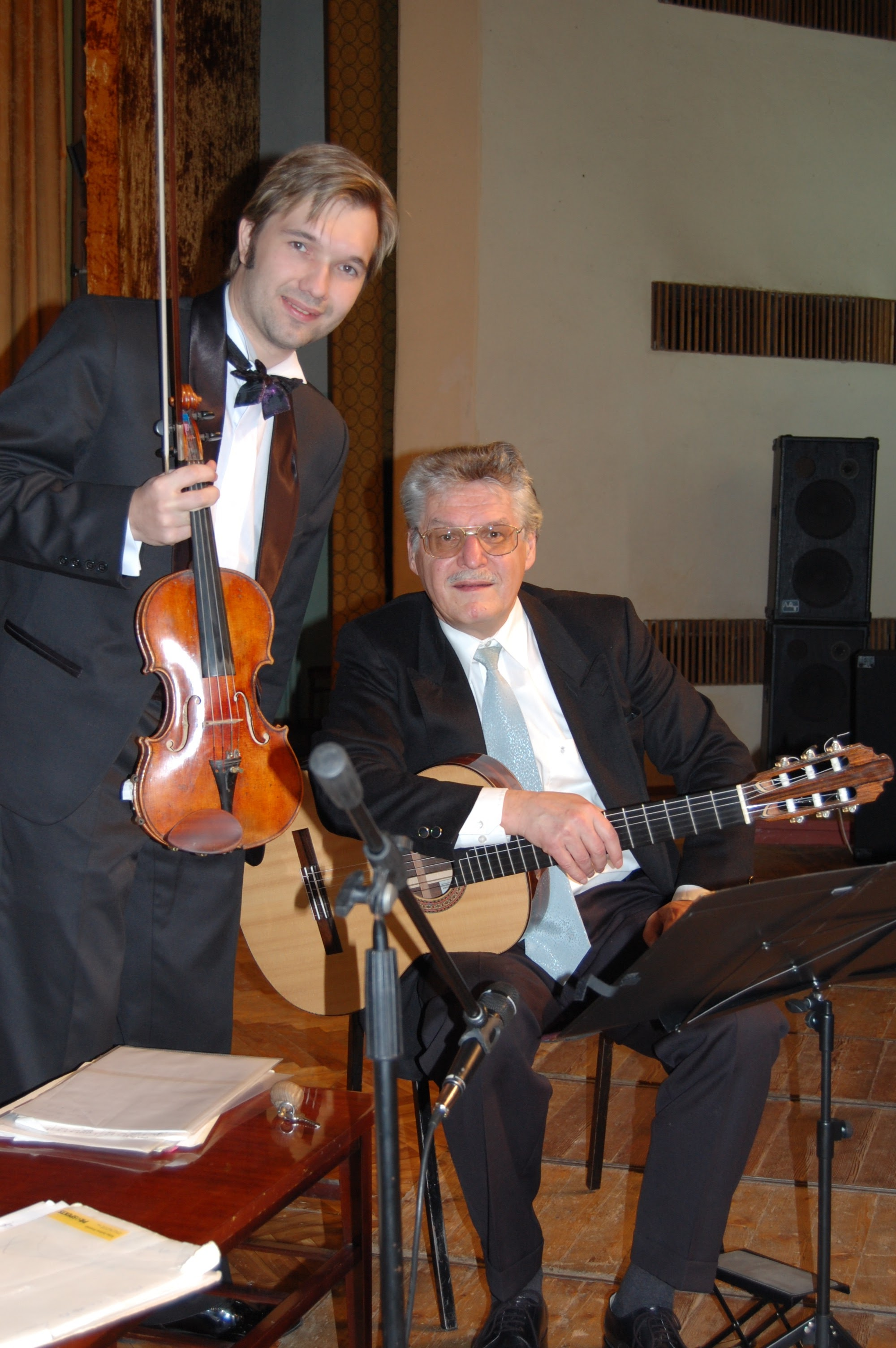
з Остапом Шутком
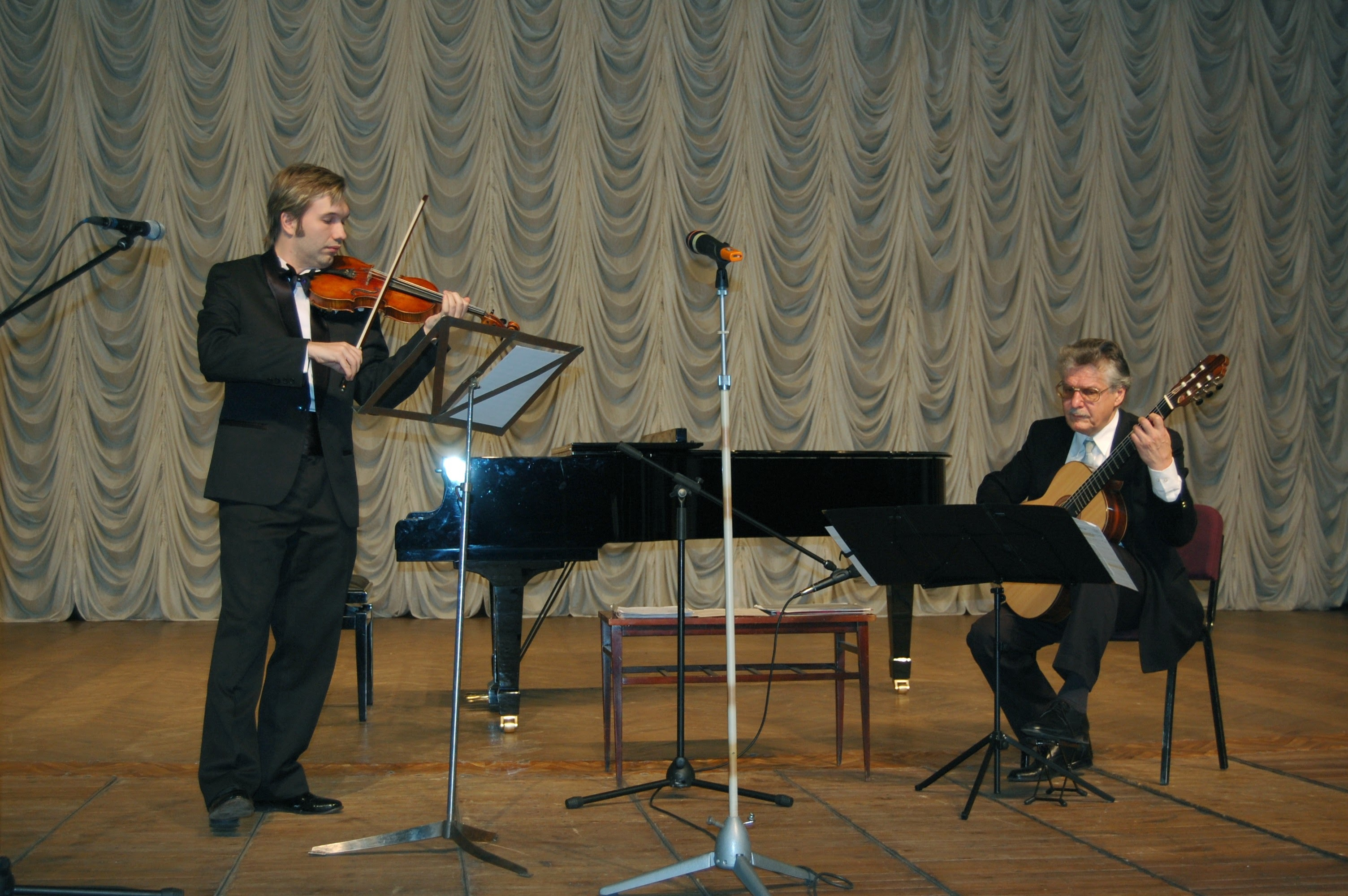